# Jolana Kašičková
Jolana Kašičková (23. října 1929 – ???) byla slovenská a československá politička Komunistické strany Slovenska, poslankyně Slovenské národní rady a Sněmovny národů Federálního shromáždění na počátku normalizace.

## Biografie
V letech 1964–1968 se uvádí jako účastnice zasedání Ústředního výboru Komunistické strany Slovenska. Po invazi vojsk Varšavské smlouvy do Československa ji Ústřední výbor Komunistické strany Československa zařadil na seznam „představitelů a exponentů pravice“. V té době je uváděna jako tajemnice Slovenské rady odborových svazů z Bratislavy.
Po provedení federalizace Československa usedla v lednu 1969 do Sněmovny národů Federálního shromáždění (poslanecký slib složila až v červenci 1969). Do federálního parlamentu ji nominovala Slovenská národní rada, kde rovněž zasedala. Ve Federálním shromáždění setrvala do března 1971, kdy v důsledku rezignace na poslanecký mandát v SNR přišla i křeslo ve FS.